# Orebanci de Trezè
Orebanci (grec antic: Οροιβάντιος, llatí: Oroebantius) fou un poeta èpic grec natural de Trezè. Els habitants de Trezè el consideraven un poeta encara més antic que Homer. L'esmenta Claudi Elià (Ποικίλη ἱστορία Varia historia, XI, 2).